# Dziewczyna siedząca przy klawesynie

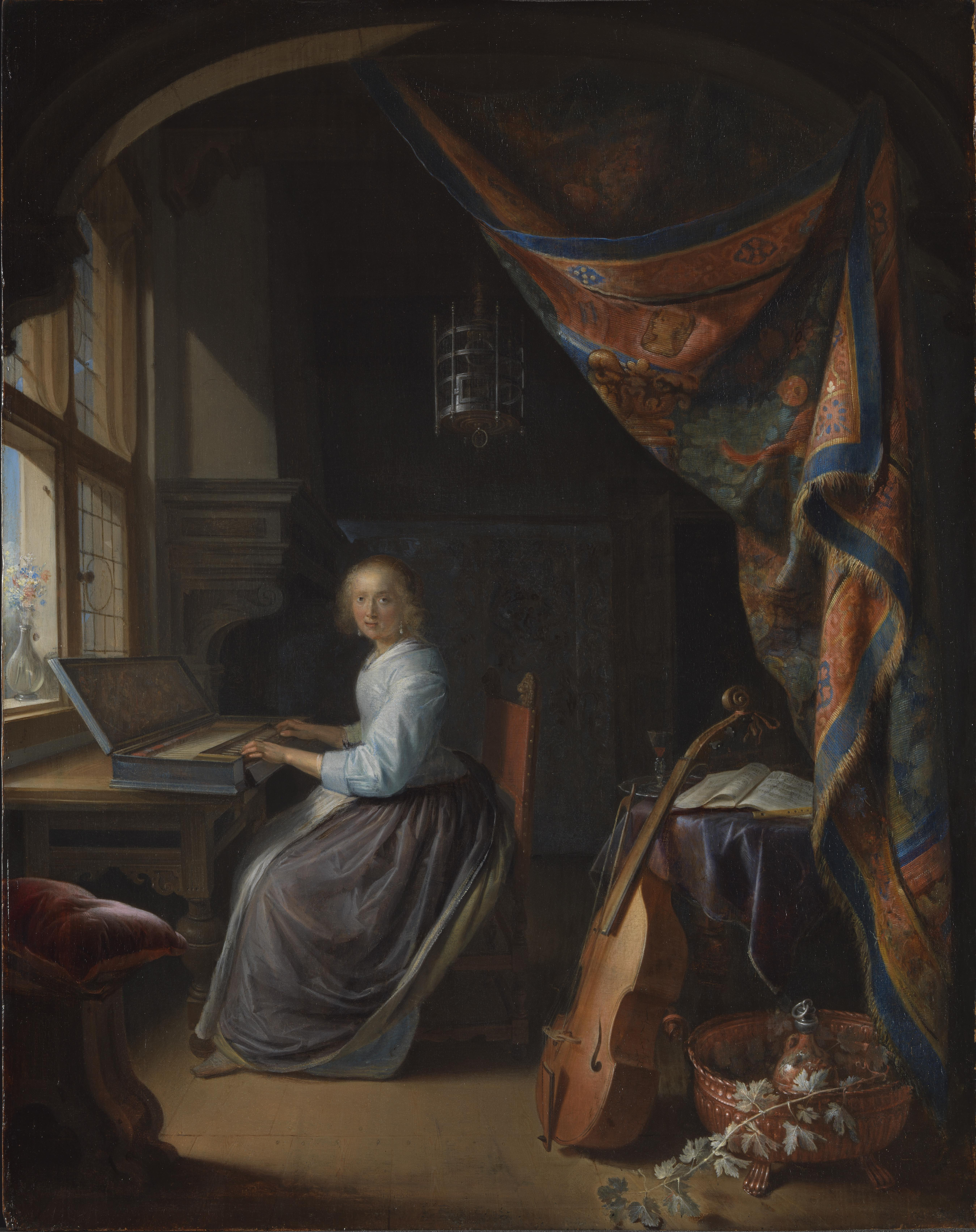
Gerard Dou, Kobieta siedząca przy klawesynie, ok. 1665

Dziewczyna siedząca przy klawesynie (nl. Zittende virginaalspeelster) – obraz Jana Vermeera datowany na lata po 1670. Płótno jest sygnowane po prawej stronie, koło głowy dziewczyny.
Obraz ten należy do późnego okresu twórczości Vermeera i datowany jest powszechnie na lata po 1670. Albert Blankert, jeden z badaczy twórczości tego malarza, datuje go na lata 1674–1675 (dwa ostatnie lata życia Vermeera) i równocześnie zauważa, że jest to obraz, w którym widoczne jest osłabienie artystycznych możliwości mistrza. Pokrewnym dziełem jest płótno Kobieta stojąca przy klawesynie. Oba należą do stylu, jaki Vermeer wykształcił pod koniec swojej twórczości, a charakteryzujący się uproszczeniem, wyraźniejszym konturem, mniejszą ilością detali i drobiazgów, mocniejszym oddzieleniem światła i cienia.
Dziewczyna siedząca przy klawesynie była prawdopodobnie inspirowana obrazem Kobieta siedząca przy klawesynie Gerarda Dou z ok. 1665 roku.
Płótno przedstawia siedzącą przy klawesynie dziewczynę, odwróconą twarzą w stronę widza. Obok tego instrumentu, zdobionego pejzażem, stoi inny – viola da gamba. Za dziewczyną na ścianie wisi obraz Kuplerka Dircka van Baburena, który wcześniej pojawił się w Koncercie Vermeera, a który prawdopodobnie zainspirował Vermeera do stworzenia dzieła U stręczycielki. Zaciągnięte niebieskie zasłony, które przyciemniły wnętrze, sugerują, że miało tu miejsce potajemne spotkanie, a smyczkowy instrument oparty o klawesyn budzi myśl iż ktoś był obecny u dziewczyny. Podobnie jak w innych jego obrazach, tak i tu pojawia się, choć mocno zredukowana, uchylona kotara, za którą rozgrywa się scena.